# Anthicus neli
Anthicus neli es una especie de coleóptero de la familia Anthicidae.

## Distribución geográfica
Habita en España.